# نیکی سوهو
نیکی سوهو (انگلیسی: Nikki SooHoo؛ زادهٔ ۲۰ اوت ۱۹۸۸) هنرپیشه اهل ایالات متحده آمریکا است.
از فیلم‌ها یا برنامه‌های تلویزیونی که وی در آن نقش داشته‌است می‌توان به درمانگاه خصوصی اشاره کرد.